# Criadero federal de caballos de Piber

Logo

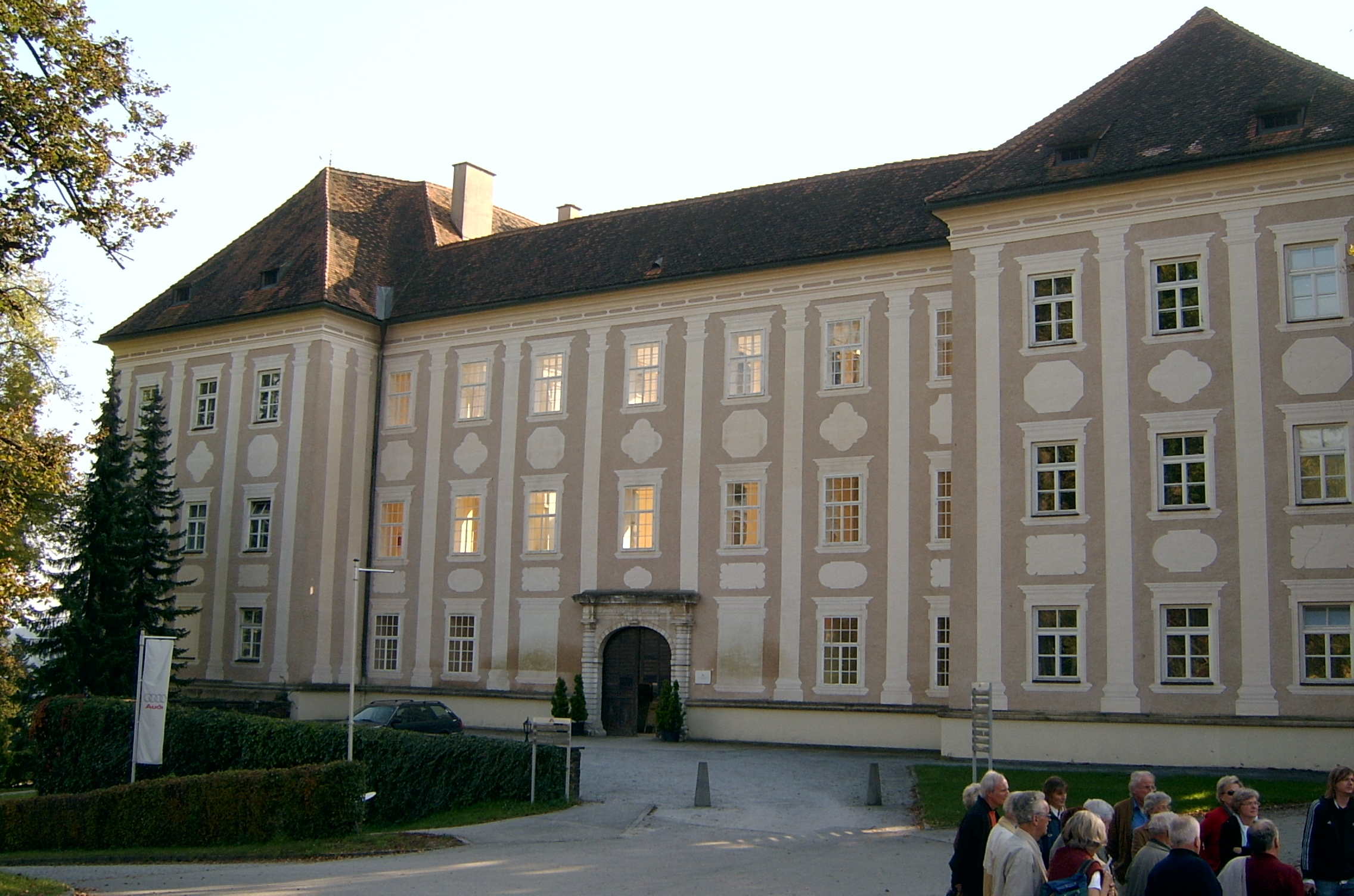
Castillo de Piber

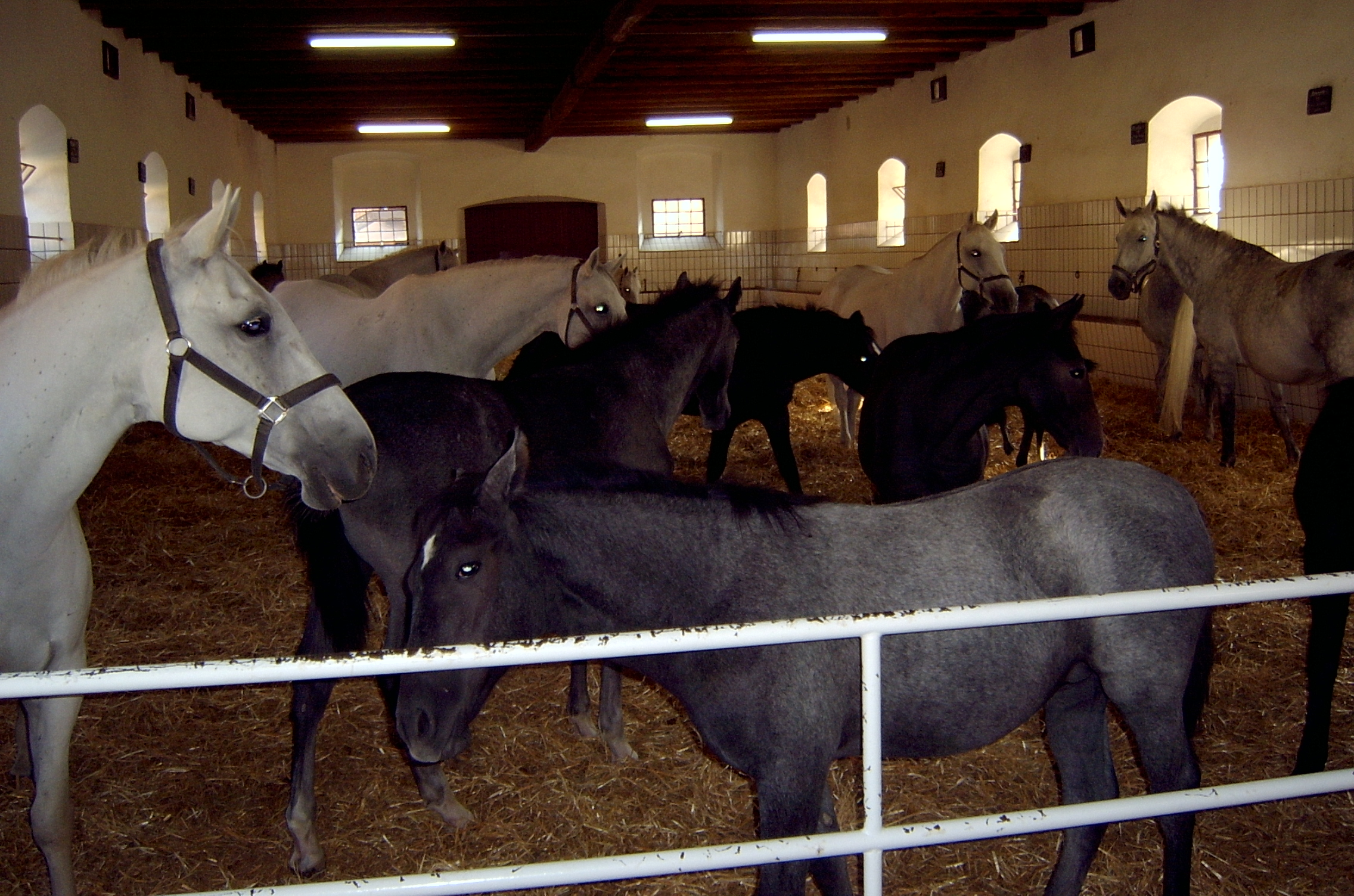
Yeguas y crías lipizzanas

El Criadero federal de caballos de Piber (Bundesgestüt Piber) es una caballeriza dedicada a la cría de caballos Lipizzanos, en la ciudad de Piber, cerca de Köflach, al oeste de Estiria, Austria. Se fundó en 1789 y en 1920 se empezaron a criar lipizzanos. Actualmente es uno de los principales criaderos que proporciona sementales a la Escuela Española de Equitación, donde se llevan los mejores sementales de cada generación para entrenarles para futuros espectáculos. Uno de los principales objetivos del criadero de Piber es "mantener una parte sustancial del patrimonio cultural de Austria y conservar una de las mejores y más bellas razas de caballo en su forma original".

## Historia
El castillo de Piber está situado en la antigua abadía de Sant Lambrecht y en 1789 se construyó la caballeriza para criar caballos militares. En 1867, pasó a depender del Ministerio de Agricultura Austrohúngaro. En 1915, al principio de la Primera Guerra Mundial, los caballos lipizzanos del criadero de la Corte en Lipica (que hoy se encuentra en Eslovenia) fueron evacuados y llevados a Lazenburg y Kladrub. Después de la guerra, se disolvió el Imperio austrohúngaro y Lipica pasó a formar parte de Italia. Por ello, se repartieron los caballos entre distintos criaderos en los países que habían surgido en la posguerra: Austria, Italia, Hungría, Checoslovaquia, Rumania y Yugoslavia. Austria se quedó con los sementales de la Escuela Española de Equitación y algún ganado para cría. En 1920, el ganado de cría austríaco estaba consolidado en Piber.
Durante la Segunda Guerra Mundial, el alto mando de la  Alemania nazi transfirió la mayor parte de las crías europeas de lipizzanos a Hostau, en la actual República Checa. El ganado para cría fue retirado de Piber en 1942.  En la primavera de 1945 los caballos de Hostau estaban en peligro debido al avance del ejército soviético, ya que probablemente, si hubieran ocupado las instalaciones, habrían matado los animales para convertirlos en carne de caballo. No obstante, el tercer regimiento de la segunda unidad de caballería de los Estados Unidos, una unidad de carro de combate bajo las órdenes del coronel Charles Reed, descubrió  los caballos en Hostau, donde también había 400 prisioneros aliados, y ocuparon el criadero el 28 de abril de 1945. La “operación vaquero”, como llamaron a la operación de rescate, consistió en recuperar 1.200 caballos, incluyendo 375 lipizzanos. El General George Patton fue informado sobre la incursión y acordó con el director de la Escuela Española de Equitación,  Alois Podhajsky, que volarían a Hostau. El doce de mayo, los soldados americanos llevaron los caballos en camión y a pie durante 57 quilómetros a lo largo de la frontera hasta Bad Kötzting, Alemania. Los caballos fueron alojados provisionalmente en Wimsbach, hasta que en 1952 las crías fueron devueltas a Piber.
Piber, y la raza de los lipizzanos en general, tuvo que luchar contra un contratiempo cuando una epidemia viral asoló el criadero en 1983. Murieron cuarenta caballos y el ocho por ciento de los potros. Desde entonces, la población en el criadero ha aumentado, hasta llegar a 100 yeguas en 1994 y 56 potros nacieron en 1993. En 1994, la tasa de embarazos había aumentado del 27% al 82% como resultado de la creación de un nuevo centro de veterinaria.

## Actualidad
En 2011, la Escuela Española de Equitación y el Criadero federal de caballos de Piber se convirtieron en una filial del gobierno y juntos crearon una sociedad anónima,  aunque el propietario sigue siendo el gobierno de Austria. En 2003, la provincia de Estiria  hizo una exhibición llamada “El caballo mítico”. Este acontecimiento permitió que se invirtiera en la infraestructura del criadero y que este se convirtiera en un lugar para albergar tanto acontecimientos ecuestres como culturales.  Las instalaciones cuentan con 52 miembros de personal y reciben unos 60.000 visitantes cada año.
El criadero y el castillo de Piber se promocionan juntos como atracciones turísticas. Los visitantes pueden presenciar sesiones de entrenamiento de los caballos en el ruedo, visitar los establos y participar en actividades especiales para niños. También se hacen actuaciones culturales y musicales en el patio del castillo, que tiene una acústica excelente. Otra de las actividades que se puede hacer es dar una vuelta en carruaje. Además, los edificios barrocos están disponibles para conciertos, festivales y bodas.

## Programa de cría
El Criadero federal de Piber tiene 555 hectáreas y aproximadamente alberga 250 caballos, incluyendo 70 yeguas para cría. Cada época de cría se llevan dos sementales de la Escuela Española de Equitación. Solo se usan los sementales de la Escuela Española de Equitación como sementales de cría y se utilizan los seis linajes clásicos de sementales.  En Piber nacen unos 40 potros cada año. Los caballos jóvenes crecen en una manada y pasan los tres primeros veranos en pastos alpinos. Desde el momento de su nacimiento hasta que acaban el entrenamiento se llevan a cabo unos libros de registro muy meticulosos.
El Criadero federal de Piber es el único lugar donde se pueden encontrar caballos de pura sangre de las 15 familias clásicas reconocidas. Las instalaciones incluyen establos para los sementales y también grandes extensiones de terreno. Al cumplir los cuatro años, los sementales seleccionados se llevan a Viena, mientras los demás se venden. Después de muchos años de entrenamiento en Viena, los sementales escogidos con fines reproductivos son llevados de vuelta a Piber. Para evitar la endogamia, el criadero trabaja en colaboración con otros criaderos de Lipizzanos de Eslovenia, Hungría, Eslovaquia, la República Checa y Rumanía para intercambiar el ganado de cría periódicamente. 
Para ayudar a mantener el programa de cría, el criadero ofrece un programa de "adopción" en el que personas o empresas pueden patrocinar un caballo con una donación anual.

## Futuros proyectos
La Escuela Española de Equitación también dispone de instalaciones para que los sementales de la escuela descansen en verano. Aunque se pensaba que los sementales de la escuela se llevaban a Piber durante el verano, solo los que se utilizan durante la estación de cría y los sementales retirados se llevan al criadero. Los demás sementales han  ido a distintos lugares a lo largo de los años. Durante mucho tiempo fueron llevados a la reserva de Lainzer Tiergarten, donde los caballos estaban en establos del palacio de Hermesvilla. Desde 2005, los sementales de la escuela pasan los veranos en Heldenberg, cerca de Viena, en la baja Austria. Este establo de verano se ampliará y se convertirá en unas instalaciones que funcionarán todo el año para proporcionar más aforo y así poder entrenar más sementales lipizzanos jóvenes siguiendo las reglas de la  Alta Escuela de Caballería clásica.